# بيرغيتا فريتز
بيرغيتا فريتز (بالسويدية: Birgitta Fritz)‏ هي مؤرخة سويدية، ولدت في 1935.